# Bulbophyllum bathieanum
Bulbophyllum bathieanum là một loài phong lan thuộc chi Bulbophyllum.